# Pachnessa krali
Pachnessa krali är en skalbaggsart som beskrevs av Keith 2002. Pachnessa krali ingår i släktet Pachnessa och familjen Melolonthidae. Inga underarter finns listade i Catalogue of Life.